# Dapania racemosa
Dapania racemosa är en harsyreväxtart som beskrevs av Pieter Willem Korthals. Dapania racemosa ingår i släktet Dapania och familjen harsyreväxter. Inga underarter finns listade i Catalogue of Life.